# Бурњеф (Приморски Шарант)
Бурнеф (фр. Bourgneuf) насеље је и општина у западној Француској у региону Поату-Шарант, у департману Приморски Шарант која припада префектури Rochelle.
По подацима из 2011. године у општини је живело 1070 становника, а густина насељености је износила 399,25 становника/km². Општина се простире на површини од 2,68 km². Налази се на средњој надморској висини од 35 метара (максималној 47 m, а минималној 22 m).

## Демографија
| 1962. | 1968. | 1975. | 1982. | 1990. | 1999. | 2011. |
| ----- | ----- | ----- | ----- | ----- | ----- | ----- |
| 285   | 313   | 404   | 841   | 1.044 | 1.041 | 1.070 |

График промене броја становника у току последњих година